# Рубьон (коммуна)
Рубьо́н (фр. Roubion) — коммуна на юго-востоке Франции в регионе Прованс — Альпы — Лазурный берег, департамент Приморские Альпы, округ Ницца, кантон Туррет-Леванс. До марта 2015 года коммуна административно входила в состав упразднённого кантона Сен-Совёр-сюр-Тине (округ Ницца).
Площадь коммуны — 27,26 км², население — 110 человек (2006) с тенденцией к стабилизации: 125 человек (2012), плотность населения — 4,6 чел/км².

## Население
Население коммуны в 2011 году составляло — 125 человек, а в 2012 году — 125 человек.
| 1962 | 1968 | 1975 | 1982 | 1990 | 1999 | 2005 | 2006 | 2010 | 2011 | 2012 |
| ---- | ---- | ---- | ---- | ---- | ---- | ---- | ---- | ---- | ---- | ---- |
| 125  | 102  | 62   | 83   | 105  | 113  | 110  | 110  | 124  | 125  | 125  |

Динамика численности населения:

## Экономика
В 2010 году из 86 человек трудоспособного возраста (от 15 до 64 лет) 59 были экономически активными, 27 — неактивными (показатель активности 68,6 %, в 1999 году — 65,8 %). Из 59 активных трудоспособных жителей работали 57 человек (35 мужчин и 22 женщины), две женщины числились безработными. Среди 27 трудоспособных неактивных граждан 7 были учениками либо студентами, 12 — пенсионерами, а ещё 8 — были неактивны в силу других причин.
На протяжении 2010 года в коммуне числилось 54 облагаемых налогом домохозяйства, в которых проживало 110,0 человек. При этом медиана доходов составила 14 тысяч 828,5 евро на одного налогоплательщика.